# Brenda (Manitoba)
Pour les articles homonymes, voir Brenda.
Brenda est une municipalité rurale du Manitoba située au sud-ouest de la province et est limitrophe avec le Dakota du Nord au sud. En 2006, sa population s'établissait à 616 personnes ce qui représente un déclin par rapport à 2001 où elle était de 549 personnes.

## Géographie
Selon Statistique Canada, la municipalité rurale s'étend sur un territoire de 766,00 km2 (295,75 sq mi)

## Villages
Les communautés suivantes se situent sur le territoire de la municipalité rurale:
- Goodlands
- Napinka

Ainsi que le village suivant:
- Waskada

## Référence
- (en) Cet article est partiellement ou en totalité issu de l’article de Wikipédia en anglais intitulé « Rural Municipality of Brenda » (voir la liste des auteurs).